# (24345) Llaverias
(24345) Llaverias est un astéroïde de la ceinture principale d'astéroïdes.

## Description
(24345) Llaverias est un astéroïde de la ceinture principale d'astéroïdes. Il fut découvert le 5 janvier 2000 à Socorro (Nouveau-Mexique) par le projet LINEAR. Il présente une orbite caractérisée par un demi-grand axe de 2,54 UA, une excentricité de 0,07 et une inclinaison de 3,0° par rapport à l'écliptique.

## Compléments